# ケイスネス
ケイスネス（英語：Caithness、スコットランド・ゲール語：Gallaibh）はハイランド州に属する郡のひとつで、ブリテン島の北東端に位置する。1975年までは州であり、州議会をもっていたが、ハイランド州に統合された。地続きの郡はサザランドのみである。ケイスネスへの交通は、サザランドを通過するか、もしくは船便による。フェリーが郡都ウィックからオークニー諸島に出ている。

## 地理
ケイスネスの南北64km、東西50kmにわたる地域はおおむねなだらかな地形で、森林はほとんどみられない。この地形を形成する砂岩は4000mの深さに達すると推定され、デボン紀に湖底であったものが堆積・隆起して現在の地形になった。ケイスネスでは当時の魚類や植物の化石が時おり発見されている。この砂岩層は平らに割れるため、良質な板石の産地にもなっている。北と東は海に開けており、海鳥にとって重要な住処である。内陸部は荒野とフェン、沼地が広がり、川沿いには農地もある。
一帯にワッテン湖などのオオハクチョウ、マガン、ハイイロガンの生息地となる湖が多く、これらの湖沼は1998年にラムサール条約登録地となった。また、ハマシギが生息している隣接するサザランドを跨ぐ泥炭地も1999年にラムサール条約登録地となった。

## 歴史
ケイスネスからは先史時代の遺跡・発掘品が多数見つかっており、沿岸部にはノース人の建築によると思われる廃城が多い。10世紀ごろノース人がやってきてケイスネスを支配した。現在の地名は、そのほとんどがノース人起源によるものである。ケイスネスの宗主権を巡ってスコットランド王国とノルウェー王国が対立し、ノルウェーは1266年、補償金と引き換えにスコットランドの宗主権を認めた。
ケイスネスではおもに西部でスコットランド・ゲール語が使われていた。しかしスコットランドの英語化にともない、スコットランド・ゲール語はしだいに忘れられていった。1911年の調査では6.7%にとどまった。しかし昨今、ゲール語復興運動がおこっており、話者は少しずつ増える傾向にある。